# William Claxton
William Claxton (* 12. Oktober 1927 in Pasadena, Kalifornien; † 11. Oktober 2008 in Los Angeles) war ein US-amerikanischer Fotograf. Mit eindrücklichen Fotoportraits von Jazz-Musikern verschaffte er dem Jazz mehr Popularität.

## Leben
Claxton zog schon als Psychologiestudent an der UCLA in Los Angeles mit der Kamera durch Jazzclubs. 1952 traf er im „The Haig“ in Los Angeles Richard Bock bei Aufnahmen des Gerry Mulligan Quartetts für sein neu gegründetes Pacific Jazz Label und wurde von diesem als Fotograf für die Album-Covers des Labels engagiert. Diese Aufnahmen machten ihn berühmt. Vor allem die Portraits des jungen Chet Baker wirkten später stilbildend nach. Claxton arbeitete auch als Modefotograf und war in den 1960er Jahren der bevorzugte Fotograf von Steve McQueen, den er 1962 bei den Dreharbeiten zu „Love with the proper Stranger“ kennenlernte. 1959/1960 reiste er mit Joachim-Ernst Berendt durch die USA, um Jazzmusiker und Straßenszenen u. a. in New Orleans, Kansas City, New York, St. Louis, Chicago, Los Angeles und San Francisco zu fotografieren, woraus der Bildband „Jazzlife“ entstand. Damals erschien das Buch in einer Auflage von fast 2 Millionen Exemplaren und ist heute ein begehrtes Sammelstück.
Seine Aufnahmen erschienen in Magazinen wie Life, Paris Match und Vogue.
Claxton war ab 1960 mit dem Ex-Mannequin Peggy Moffitt verheiratet. Gemeinsam mit ihr arbeitete er wiederholt für den Designer Rudi Gernreich. Der gemeinsame Sohn Christopher wurde 1973 geboren. Die Familie wohnte in Beverly Hills.
1956 widmete ihm Shorty Rogers seine Komposition „Clickin with Clax“ und Al Cohn sein „Sound Claxton“.
Claxton starb unmittelbar vor seinem 81. Geburtstag in einem Krankenhaus in Los Angeles an Herzversagen und hinterließ seine Frau Peggy Moffitt, seinen Sohn Christopher sowie seine Schwester Colleen Lewis.

## Werke
- Jazz West Coast. Pacific Jazz 1955; Bijitsu Shuppan-Sha, Tokio 1993; Bildband
- mit Joachim-Ernst Berendt: Jazzlife. Burda Druck und Verlag, Offenburg 1961; erweiterte englische Ausgabe
- Jazz. Vorwort von Leonard Feather. Edition Stemmle 1996, ISBN 0811813517
- Young Chet – a photographic memory of legendary Jazzman Chet Baker. Schirmer Mosel, München 1993, Neuauflage 2006, ISBN 3888147980
- Claxography – The Art of Jazz Photography. Nieswand Verlag, Kiel 1995, ISBN 3926048670 (von der Stiftung Buchkunst als „eines der schönsten deutschen Bücher“ prämiert)
- Laugh-Portraits of the Greatest Comedians and the stories they tell each other. William Morrow, New York 1999
- Jazz Seen. Benedikt Taschen Verlag, Köln 1999, ISBN 3822878685 (Vorwort Don Heckman)
- Jazz Postcards. Benedikt Taschen Verlag 1998
- Photographic Memory. Powerhouse Books 2002, ISBN 1576870855, (Fotos von Schauspielern wie Dennis Hopper und anderen Berühmtheiten wie Truman Capote, Salvador Dalí)
- Jazzlife. A Journey Across America. Benedikt Taschen Verlag, Köln 2005, ISBN 3822849707 (u. a. Fotos von Duke Ellington, Miles Davis, Charlie Parker, Dave Brubeck, Ella Fitzgerald, Charles Mingus)
- Steve McQueen. Taschen Verlag, Köln 2005, ISBN 3822831174

## Zitat
„Most of the jazz photography before me showed sweaty musicians with shiny faces in dark, smoky little bars. That was jazz to most people. But being on the West Coast, I wanted to bring out the fact that musicians were living in a very health conscious environment. So I purposely put them on the beach or in the mountains or on the road in their convertibles.“

## Filme
- Jazz Seen, Dokumentarfilm, Deutschland, USA, 2001, Regie: Julian Benedikt, Besprechungen: [3][4]
- Jazz für die Augen. Die Fotos des William Claxton. TV-Feature, Deutschland, 2005, ca. 7 Min., Produktion: ZDF, aspekte, Ausstrahlung: 23. September 2005, Inhaltsangabe des ZDF